# Hanns Brinckmann
Hanns Brinckmann (27. Februar 1934 in Hannover – 14. Januar 2020) war ein deutscher Radrennfahrer.
1955 wurde Hanns Brinckmann Dritter der deutschen Meisterschaft im Querfeldein-Rennen. Ein Jahr später errang er in Ellmendingen den deutschen Meistertitel im Straßenrennen der Amateure. 1956 startete er bei der Internationalen Friedensfahrt, belegte aber einen hinteren Platz, er wurde 58. des Gesamtklassements. Er nahm 1959 auch am Rennen  Rund um den Magdeburger Dom teil und wurde vor rund 50 000 Zuschauern Zweiter hinter dem DDR-Radsportidol Täve Schur.
1957 trat Brinckmann zu den Profis über und zog nach Belgien. Er fuhr  mehrere Klassiker und startete von 1957 bis 1960 bei deutschen Straßenmeisterschaften, wo er jeweils vordere Plätze belegte. Er startete auch bei mehreren Sechstagerennen. 1960 beendete er seine Radsport-Karriere.